# Tropojski distrikt
Tropojski distrikt (albanski: Rrethi i Tropojës) je jedan od 36 distrikata u Albaniji, dio Kukëskog okruga. Po procjeni iz 2004. ima oko 28.000 stanovnika, a pokriva područje od 1.043 km². 
Nalazi se na sjeveru države, a sjedište mu je grad Bajram Curri. Distrikt se sastoji od sljedećih općina:
- Bajram Curri
- Bujan
- Bytyç
- Fierzë
- Lekbibaj
- Llugaj
- Margegaj
- Tropojë

Unutar Albanijе Tropojski distrikt ima dugu reputaciju kao jedan od najdivljijih i najkonzervativnijih regija u Albaniji, gotovo izvan kontrole svake vlade u Tirani, bilo rojalista, komunista, ili republikanaca.[nedostaje izvor]